# Gotham City (single)
Gotham City is een nummer van de Amerikaanse R&B-zanger R. Kelly uit 1997. Het is de tweede single van zijn derde album R. Tevens staat het nummer op de  soundtrack van de film Batman & Robin.
Het nummer is gebaseerd op de gelijknamige fictieve stad. "Gotham City" werd een wereldwijde hit. In de Amerikaanse Billboard Hot 100 haalde het de 9e positie. In de Nederlandse Top 40 haalde het nummer de 6e positie, en in de Vlaamse Ultratop 50 kwam het een plekje lager.